# Дітріх-Альфред фон дем Борне
Дітріх-Альфред фон дем Борне (нім. Dietrich-Alfred von dem Borne; 18 грудня 1920, Берлін — 2005) — німецький офіцер-підводник, оберлейтенант-цур-зее крігсмаріне.

## Біографія
Старший син віцеадмірала Курта фон дем Борне. 1 жовтня 1938 року вступив на флот. Під час Другої світової війни був 2-м вахтовим офіцером на підводному човні U-156. 16 лютого 1942 року Борне був важко поранений гвинтівковим вогнем, коли U-156 обстрілював нафтопровід на Арубі. Йому довелося ампутувати ногу. Командир човна Вернер Гартенштайн не бачив можливості доставити пораненого додому, тому 21 лютого із дозволу командування він зв'язався з французькою колоніальною владою на Мартиніці. Того ж дня до U-156 прибув човен з французькими офіцерами і лікарем, які забрали Борне. 19 травня 1944 року він повернувся в Німеччину.